# Campionati europei di atletica leggera 2010 - Salto con l'asta maschile
La competizione si è svolta tra il 29 ed il 31 luglio 2010.

## Record
Prima di questa competizione, il record del mondo (RM), il record europeo (EU) ed il record dei campionati (RC) sono i seguenti:
| Record                | Prestazione | Atleta                  | Data                               | Competizione             |
| --------------------- | ----------- | ----------------------- | ---------------------------------- | ------------------------ |
| Record mondiale       | 6.14m       | Sergey Bubka Ucraina    | 31 luglio 1994 Sestriere, Italia   |                          |
| Record europeo        | 6.14m       | Sergey Bubka Ucraina    | 31 luglio 1994 Sestriere, Italia   |                          |
| Record dei campionati | 6.00m       | Rodion Gataullin Russia | 11 agosto 1994 Helsinki, Finlandia | Europei di atletica 1994 |

## Programma
| Date          | Time  | Round          |
| ------------- | ----- | -------------- |
| July 29, 2010 | 10:15 | Qualificazioni |
| July 31, 2010 | 18:00 | Finale         |

## Risultati

### Qualificazioni
Vanno in finale gli atleti con una misura di almeno 5.65m o almeno le 12 migliori misure
| Pos. | Gruppo | Atleta                   | Paese       | 5.40 | 5.50 | 5.60 | 5.65 | Risultato | Note                          |
| ---- | ------ | ------------------------ | ----------- | ---- | ---- | ---- | ---- | --------- | ----------------------------- |
| 1    | B      | Giuseppe Gibilisco       | Italia      | -    | o    | o    | o    | 5.65      | Q                             |
| 2    | A      | Maksym Mazuryk           | Ucraina     | o    | o    | xo   | o    | 5.65      | Q                             |
| 3    | B      | Jan Kudlicka             | Rep. Ceca   | -    | xo   | xo   | o    | 5.65      | Q,                            |
| 4    | B      | Łukasz Michalski         | Polonia     | o    | -    | o    | xo   | 5.65      | Q                             |
| 4    | B      | Renaud Lavillenie        | Francia     | o    | -    | o    | xo   | 5.65      | Q                             |
| 6    | A      | Romain Mesnil            | Francia     | -    | o    | xxo  | xo   | 5.65      | Q                             |
| 6    | B      | Fabian Schulze           | Germania    | x-   | xo   | xxo  | xo   | 5.65      | Q                             |
| 8    | A      | Raphael Holzdeppe        | Germania    | -    | xxo  | -    | xo   | 5.65      | Q                             |
| 9    | A      | Damiel Dossévi           | Francia     | -    | o    | o    | xxx  | 5.60      | q                             |
| 10   | B      | Przemyslaw Czerwinski    | Polonia     | -    | xo   | o    | xxx  | 5.60      | q                             |
| 11   | B      | Dmitriy Starodubtsev     | Russia      | -    | xo   | o    | xxx  | 5.60      | q                             |
| 12   | A      | Mateusz Didenkow         | Polonia     | -    | o    | xo   | xxx  | 5.60      | q                             |
| 13   | B      | Eemeli Salomäki          | Finlandia   | xo   | o    | xxo  | xxx  | 5.60      | =                             |
| 13   | A      | Michal Balner            | Rep. Ceca   | xo   | o    | xxo  | xxx  | 5.60      |                               |
| 15   | B      | Jure Rovan               | Slovenia    | -    | o    | xxx  |      | 5.50      | =                             |
| 16   | A      | Giorgio Piantella        | Italia      | xo   | o    | xxx  |      | 5.50      |                               |
| 17   | B      | Malte Mohr               | Germania    | -    | xo   | -    | xxx  | 5.50      |                               |
| 17   | A      | Vesa Rantanen            | Finlandia   | o    | xo   | xxx  |      | 5.50      | =                             |
| 19   | B      | Rasmus Wejnold Jørgensen | Danimarca   | o    | xxo  | xxx  |      | 5.50      | Miglior prestazione personale |
| 20   | B      | Robbert-Jan Jansen       | Paesi Bassi | xo   | xxo  | xxx  |      | 5.50      |                               |
| 21   | A      | Konstadínos Filippídis   | Grecia      | o    | xxx  |      |      | 5.40      |                               |
| 21   | A      | Leonid Kivalov           | Russia      | o    | xxx  |      |      | 5.40      |                               |
| 23   | A      | Brian Mondschein         | Israele     | xxx  |      |      |      | 5.30      |                               |
| 24   | B      | Yevgeniy Olkhobskiy      | Israele     | xxx  |      |      |      | 5.30      |                               |
| 25   | A      | Spas Buhalov             | Bulgaria    | -    | xxx  |      |      | 5.30      |                               |
| 26   | A      | Edi Maia                 | Portogallo  |      |      |      |      | 5.10      |                               |
| -    | B      | Igor Bychkov             | Spagna      |      |      |      |      | NM        |                               |
| -    | B      | Denys Yurchenko          | Ucraina     | xxx  |      |      |      | NM        |                               |
| -    | A      | Aleksander Gripich       | Russia      |      |      |      |      | NM        |                               |

### Finale
| POs.    | Atleta                | Nazione   | 5.40 | 5.50 | 5.60 | 5.65 | 5.70 | 5.75 | 5.80 | 5.85 | 6.02 | Risultato | Note |
| ------- | --------------------- | --------- | ---- | ---- | ---- | ---- | ---- | ---- | ---- | ---- | ---- | --------- | ---- |
| Oro     | Renaud Lavillenie     | Francia   | -    | -    | xo   | -    | -    | xo   | o    | o    | xxx  | 5.85      |      |
| Argento | Maksym Mazuryk        | Ucraina   | o    | xo   | xo   | -    | o    | o    | xo   | xxx  |      | 5.80      | SB   |
| Bronzo  | Przemysław Czerwiński | Polonia   | o    | -    | o    | -    | xx-  | o    | xx-  | x    |      | 5.75      | SB   |
| 4       | Giuseppe Gibilisco    | Italia    | -    | -    | o    | -    | -    | xo   | -    | xxx  |      | 5.75      | SB   |
| 5       | Damiel Dossévi        | Francia   | -    | -    | xxo  | -    | xo   | x-   | xx   |      |      | 5.70      |      |
| 6       | Fabian Schulze        | Germania  | -    | o    | xxo  | -    | xxo  | x-   | xx   |      |      | 5.70      | =SB  |
| 7       | Łukasz Michalski      | Polonia   | -    | o    | -    | xo   | -    | x-   | xx   |      |      | 5.65      |      |
| 8       | Romain Mesnil         | Francia   | -    | -    | o    | -    | -    | xx-  | x    |      |      | 5.60      |      |
| 9       | Raphael Holzdeppe     | Germania  | -    | xxo  | o    | -    | xxx  |      |      |      |      | 5.60      |      |
| 10      | Jan Kudlička          | Rep. Ceca | xo   | -    | xo   | xxx  |      |      |      |      |      | 5.60      |      |
| 11      | Mateusz Didenkow      | Polonia   | xo   | xo   | x-   | xx   |      |      |      |      |      | 5.50      |      |
|         | Dmitriy Starodubtsev  | Russia    | xxx  |      |      |      |      |      |      |      |      | NM        |      |